# Сопряжённые реакции
Сопряжённые реакции — две реакции, из которых одна даёт заметный выход продуктов лишь в условиях, когда идёт другая реакция. Подобное взаимно обусловленное химическое взаимодействие называется химической индукцией. Сопряжёнными могут быть только сложные реакции, т. к. простые (элементарные) реакции протекают всегда независимо (при заданном состоянии среды).
Механизм химической индукции заключается в участии одних и тех же промежуточных веществ — активных частиц — в каждой из двух сопряжённых реакций. Одна из реакций порождает такие частицы в количестве, достаточном для квазистационарного течения обеих реакций. Пример — окисление бензола Н2О2. Бензол не реагирует непосредственно с Н2О2 в водном растворе, но при добавлении в раствор какой-либо соли Fe(II) окисляется до фенола С6Н5ОН и бифенила  С12Н10. Реакцию ведут радикалы ОН•, образующиеся при окислении пероксидом Fe2+ до Fe3+. В этом примере сопряжённые реакции - окисление С6Н6 и окисление Fe2+; обе реакции идут с участием ОН. Полная схема механизма взаимодействия:

## Окисление Fe2+
Fe2+ + Н2О2→ Fe3+ + ОН• + ОН-
Fe2+ +  ОН• → Fe3+ + ОН-

## Окисление С6Н6
С6Н6 + ОН• →С6Н•5 + Н2О
С6Н•5 + ОН• → С6Н5ОН
2С6Н•5 → С6Н5 - С6Н5